# Pleotrichophorus narzikulovi
Pleotrichophorus narzikulovi är en insektsart. Pleotrichophorus narzikulovi ingår i släktet Pleotrichophorus och familjen långrörsbladlöss. Inga underarter finns listade i Catalogue of Life.